# 軽量入試
軽量入試（けいりょうにゅうし）とは、学力以外を基準として行われる入学試験、もしくは出題範囲等が限定的な学力試験により行われる入学試験を指す。
特定の学校等が軽量入試という選抜方法を設定しているわけではなく、実態として学力に基準を置かない入試方式を指す総称である。

## 概要
学生にとっては、入学試験における負担を軽減するといったメリットがあり、また、学校等においては、より多くの受験者を確保すること、（多角的な学力試験を行う学校等と比較した場合）偏差値を上昇させるといったメリットがある。
一方、日本の学校等は卒業よりも入学において選抜性が高いと言われており、軽量入試を採用する学校等においては、学生の基礎的な学力が担保されていないとして批判の対象となることがある。